# Werner Papke (Boxtrainer)
Werner Otto Papke (* 1931 in Berlin; † 12. Dezember 2017 ebenda) war ein deutscher Boxer und Boxtrainer.

## Leben
Papke war Schüler der Nationalpolitischen Erziehungsanstalt in Reisen und wurde im Januar 1945 der SS zugeteilt, nachdem die Schule aufgrund des Vorrückens der Roten Armee geschlossen worden war. Nach dem Zweiten Weltkrieg nahm er eine Lehre zum Glasbläser auf und boxte in Berlin-Weißensee, war Trainingspartner von Erwin Sahm und Gustav „Bubi“ Scholz. 1948 war Papke Gründungsmitglied der Berliner „Gladowbande“, nachdem er im Jugendgefängnis Plötzensee Werner Gladow kennengelernt hatte. Papke war eigener Angabe nach an Banküberfällen beteiligt. Anfang 1949 stieg er aus der Gruppe aus. Er bestritt Kämpfe als Berufsboxer, 1950 wurde Papke wegen seiner Tätigkeiten für die „Gladowbande“ in der Deutschen Demokratischen Republik zu 15 Jahren Zuchthaus verurteilt und 1960 aus dem Gefängnis entlassen. Er setzte seine Laufbahn als Berufsboxer fort, in der er eigener Aussage nach von 21 Kämpfen 18 gewann und drei verlor.
Papke wurde als Boxtrainer tätig, betreute bei Hertha BSC Amateurboxer, wurde dort jedoch entlassen, da er in Verdacht stand, Jugendliche unangemessen behandelt zu haben. Papke wurde Trainer im Berufsboxen. Sein Schützling Jörg Eipel wurde im August 1977 durch einen umstrittenen Abbruchsieg im Alter von 19 Jahren Europameister im Weltergewicht. Bei seiner ersten Titelverteidigung im Dezember 1977 in Frankreich brach Eipel zusammen, Papkes Boxer erlitt einen Herzstillstand und lag anschließend 25 Tage im Koma. Auch Frank Wissenbach, der im Dezember 1982 im Europameisterschaftskampf im Mittelgewicht verlor, war ebenso Papkes Schützling wie Karl Heinz Heistermann.
Der Berliner Amateur-Boxsport-Verband erteilte Papke 1975 Hausverbot bei Verbandsmeisterschaften, da der Trainer Amateurboxer abgeworben haben soll. Das Verbot galt auch in den 2000er Jahren noch. Einzelne Vereine erteilten ihm ebenfalls Hausverbot. Papkes Jugendboxer wohnten teilweise bei ihm. Ihm wurde vorgeworfen, jugendlichen Boxern falsche Versprechungen gemacht zu haben, sie zum Abbruch der Schule ermuntert zu haben und ihnen Millionensummen in Aussicht gestellt zu haben, die sie als Profiboxer verdienen könnten. Papke bestritt ein solches Vorgehen und erklärte: „Entweder sie kommen von alleine zu mir oder ich hole die Jungs von der Straße“.
Im Februar 1995 gab sein Schützling Michel Trabant im Alter von 16 Jahren seinen Einstand als Berufsboxer. Papke blieb bis 2000 Trabants Trainer, später wurde sein ehemaliger Schützling Europameister. Ab November 2006 stand Papke in Berlin-Moabit vor Gericht, ihm wurde als Trainer sexueller Missbrauch von Minderjährigen in 178 Fällen vorgeworfen. Trabant trat in dem Verfahren als Nebenkläger auf. Drei seiner ehemaligen Boxer hatten Strafanzeigen gegen Papke gestellt, darunter Mike Reißmann, der unter Papke Norddeutscher Jugendmeister sowie Deutscher Vizemeister wurde. Papke bestritt die Vorwürfe, sprach von einem Komplott und forderte einen Freispruch. In seinem 2013 erschienenen Buch „Ich kämpfe weiter!“ schrieb Papke, er sei „Opfer falscher Beschuldigungen“ geworden. Er beteuerte, körperlich nicht in der Lage gewesen zu sein, die durch die Zeugen geschilderten Handlungen auszuüben.
Im April 2008 wurde Papke zu einer Freiheitsstrafe in Höhe von drei Jahren und sechs Monaten verurteilt, nachdem das Gericht es als erwiesen angesehen hatte, dass er als Boxtrainer zwischen 1991 und Dezember 2002 vier Jugendliche zwischen elf und 13 Jahren in 47 Fällen sexuell missbraucht hatte. Papke legte Widerspruch gegen das Urteil ein, da seiner Ansicht nach Beweismittel nicht genügend in Betracht gezogen worden seien. Der Bundesgerichtshof wies die Revision im April 2009 zurück. Das Urteil gegen Papke wurde nie vollstreckt.